# Салче I (Кјети)
Салче I (итал. Salce I) је насеље у Италији у округу Кјети, региону Абруцо.
Према процени из 2011. у насељу је живело 27 становника. Насеље се налази на надморској висини од 668 м.